# Fresh Kills (rivière)

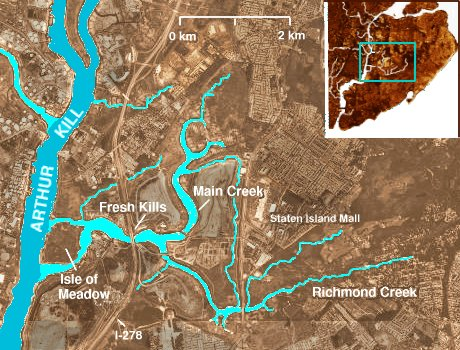
Fresh Kills on the western edge of Staten Island

Fresh Kills (du néerlandais moyen kille, désignant une étendue d'eau) est un estuaire d'eau douce à l'ouest de l'arrondissement new-yorkais de Staten Island. Cet estuaire est le site du Fresh Kills Landfill, l'ancienne principale décharge de la ville de New York.
Le bassin du Fresh Kills draine la majeure partie de l'eau de la partie ouest de Staten Island et s'écoule dans le Arthur Kill autour de l'Isle of Meadows. Ses co-tributaires incluent la rivière Rahway, Morses Creek (New Jersey), Piles Creek, et, via la baie de Newark, la rivière Passaic et la rivière Hackensack. Le petit détroit au nord de l'Isle of Meadows est parfois appelée « Little Fresh Kill » (« Petite Fresh Kills ») et le détroit au sud est surnommé la « Great Fresh Kill » (« Grande Fresh Kill »).
La rivière a deux branches principales : la branche nord porte le nom de Main Creek (« rivière principale »), tandis que la branche sud porte le nom de « Richmond Creek » qui draine l'eau de la partie centrale de l'île.

## Sources
- (en) Cet article est partiellement ou en totalité issu de l’article de Wikipédia en anglais intitulé « Fresh Kills » (voir la liste des auteurs).